# Unione Calcio AlbinoLeffe
A Unione Calcio AlbinoLeffe é um clube italiano de futebol fundado em 1998 a partir da fusão de dois times, o  Albinese e  o Leffe.
Utiliza o Estádio Atleti Azzurri d'Italia da cidade de Bérgamo. Disputa atualmente a Lega Pro.
Após a manipulação sistemática de resultados como um clube controlado pelo crime organizado de Singapura, o AlbinoLeffe foi penalizado com 10 pontos na Lega Pro Prima Divisione de 2012–13.

## Títulos
- Coppa Italia Lega Pro: 2002